# Marko Farji
Marko Farji (Grimstad, 16 marzo 2004) è un calciatore iracheno, attaccante dello Strømsgodset e della nazionale irachena.

## Carriera

### Club
Ha iniziato a giocare a calcio nel Jerv per poi passare allo Strømsgodset nel 2022. Ha debuttato in prima squadra il 19 marzo 2022 nell'incontro di Norgesmesterskapet vinto 4-0 contro il Sandnes Ulf ed 5 gennaio 2023 il ha firmato il suo primo contratto professionistico.

### Nazionale
Ha giocato nella nazionale irachena Under-23.
Nel 2024 è stato convocato dalla nazionale maggiore irachena per disputare la Coppa delle nazioni del Golfo; ha debuttato il 22 dicembre nell'incontro della fase a gironi vinto 1-0 contro lo Yemen.

## Statistiche

### Presenze e reti nei club
Statistiche aggiornate al 5 giugno 2025.
| Stagione        | Squadra         | Campionato      | Campionato | Campionato | Coppe nazionali | Coppe nazionali | Coppe nazionali | Coppe continentali | Coppe continentali | Coppe continentali | Altre coppe | Altre coppe | Altre coppe | Totale | Totale | Totale |
| Stagione        | Squadra         | Comp            | Pres       | Reti       | Comp            | Pres            | Reti            | Comp               | Pres               | Reti               | Comp        | Pres        | Reti        | Pres   | Reti   |        |
| --------------- | --------------- | --------------- | ---------- | ---------- | --------------- | --------------- | --------------- | ------------------ | ------------------ | ------------------ | ----------- | ----------- | ----------- | ------ | ------ | ------ |
| 2022            | Strømsgodset 2  | 3D              | 21         | 8          | -               | -               | -               | -                  | -                  | -                  | -           | -           | -           | 21     | 8      |        |
| 2023            | Strømsgodset 2  | 2D              | 20         | 6          | -               | -               | -               | -                  | -                  | -                  | -           | -           | -           | 20     | 6      |        |
| 2024            | Strømsgodset 2  | 3D              | 1          | 1          | -               | -               | -               | -                  | -                  | -                  | -           | -           | -           | 1      | 1      |        |
| 2022            | Strømsgodset    | ES              | 0          | 0          | CN              | 2               | 0               | -                  | -                  | -                  | -           | -           | -           | 2      | 0      |        |
| 2023            | Strømsgodset    | ES              | 6          | 1          | CN              | 4               | 0               | -                  | -                  | -                  | -           | -           | -           | 10     | 1      |        |
| 2024            | Strømsgodset    | ES              | 28         | 0          | CN              | 3               | 0               | -                  | -                  | -                  | -           | -           | -           | 30     | 0      |        |
| 2025            | Strømsgodset    | ES              | 9          | 5          | CN              | 2               | 2               | -                  | -                  | -                  | -           | -           | -           | 11     | 7      |        |
| Totale carriera | Totale carriera | Totale carriera | 85         | 21         |                 | 11              | 2               |                    | -                  | -                  |             | -           | -           | 96     | 23     |        |

### Cronologia presenze e reti in nazionale
| Cronologia completa delle presenze e delle reti in nazionale ― Iraq | Cronologia completa delle presenze e delle reti in nazionale ― Iraq | Cronologia completa delle presenze e delle reti in nazionale ― Iraq | Cronologia completa delle presenze e delle reti in nazionale ― Iraq | Cronologia completa delle presenze e delle reti in nazionale ― Iraq | Cronologia completa delle presenze e delle reti in nazionale ― Iraq | Cronologia completa delle presenze e delle reti in nazionale ― Iraq | Cronologia completa delle presenze e delle reti in nazionale ― Iraq |
| Data                                                                | Città                                                               | In casa                                                             | Risultato                                                           | Ospiti                                                              | Competizione                                                        | Reti                                                                | Note                                                                |
| ------------------------------------------------------------------- | ------------------------------------------------------------------- | ------------------------------------------------------------------- | ------------------------------------------------------------------- | ------------------------------------------------------------------- | ------------------------------------------------------------------- | ------------------------------------------------------------------- | ------------------------------------------------------------------- |
| 22-12-2024                                                          | Al Kuwait                                                           | Iraq                                                                | 1 – 0                                                               | Yemen                                                               | Gulf Cup 2024 - 1º turno                                            | -                                                                   | 73’                                                                 |
| 28-12-2024                                                          | Al Kuwait                                                           | Iraq                                                                | 1 – 3                                                               | Arabia Saudita                                                      | Gulf Cup 2024 - 1º turno                                            | -                                                                   | 59’ 88’                                                             |
| 5-6-2025                                                            | Bassora                                                             | Iraq                                                                | 0 – 2                                                               | Corea del Sud                                                       | Qual. Mondiali 2026                                                 | -                                                                   | 87’                                                                 |
| Totale                                                              |                                                                     | Presenze                                                            | 3                                                                   |                                                                     | Reti                                                                | 0                                                                   |                                                                     |

## Palmarès

### Club

#### Competizioni nazionali
- 3. divisjon: 1

Strømsgodset 2: 2022 (girone 6)